# Jesús Monterde Blasco
Pour les articles homonymes, voir Blasco.
Jesús Monterde Blasco, dit parfois Monterd ou Montero (né le 3 novembre 1919 à Barcelone — mort le 21 octobre 1995 à Barcelone), est un auteur de bande dessinée espagnol.

## Biographie
Jesús Blasco débute en 1935 dans la version espagnole du Journal de Mickey. En 1941, il crée la série Anita Diminuta, rapidement très populaire[réf. souhaitée]. Il travaille pour des publications espagnoles à bas prix depuis cette époque jusqu'aux années 1950, créant notamment le personnage de Cuto. Il travaille pour l'international à partir des années 1960, créant Main d'Acier (sur des scénarios de Tom Tully) pour la revue anglaise Valiant. Au tournant des années 1970, il publie quelques épisodes de Paul Foran et Los Guerilleros dans Spirou avant de travailler avec Claude Moliterni à une adaptation de la Bible pour Dargaud. À partir de 1987, il travaille pour Bonelli en Italie, travaillant sur Tex Willer et Yann Cyclone (El Capitán Trueno) avec Víctor Mora.

## Œuvres publiées

### Albums
- Paul Foran (dessin), avec Gil (scénario), Dupuis :

1. Chantage à la Terre, 1976.
3. Le mystère du lac, 1978.
- Une Bible en bande dessinée (dessin), avec Claude Moliterni (scénario) :

1. La Jeunesse de Jésus, Fayard, 1977. Repris comme tome 5 des Religions de la Bible, Dargaud.
2. Les Peuples de Dieu, Dargaud, 1983.
3. Les Actes des Apôtres, Dargaud, 1986.

- Les Guerilleros, Pierre Charles, 1980.

### DansSpirou
- Los Guerilleros :

1. Los Guerilleros (dessin), avec Cusso (scénario), du no 1557 (15 février 1968) au no 1585 (29 août 1968).
2. La Route du condamné, du no 1652 (11 décembre 1969) au no 1667 (26 mars 1970).
3. L’Ombre de l’ancêtre, du no 1674 (14 mai 1970) au no 1691 (10 septembre 1970).
4. Le dernier exploit de Durango Scott , n° 1841 (26 juillet 1973), n°1842 (2 aout 1973) , n°1844 (16 aout 1973), n° 1846 (30 aout 1973)

- Paul Foran (dessin), avec Gil (scénario) :

1. Le Mystère du lac, du no 1591 (10 octobre 1968) au  no 1602 (26 décembre 1968).
2. Le gang des vampires, du no 1608 (6 février 1969) au no 1618 (17 avril 1969.
3. Chantage à la terre, du no 1628 (26 juin 1969) au no 1638 (4 septembre 1969).

### DansSamedi-Jeunesse
- Dan Jensen :

1. Dan Jensen, dans l'empire mystérieux, 23 pages en noir et blanc, dans le no 38 de décembre 1960.

## Prix
- 1982 :  Prix Yellow-Kid « une vie consacrée au cartoon », remis par l'organisation du festival de bande dessinée de Lucques, pour l'ensemble de son œuvre